# River Cleddau
Der River Cleddau  (walisisch Afon Cleddau [avɔn klɛðaɪ]) ist ein Fluss in der Grafschaft Pembrokeshire in Wales, Großbritannien. Der Fluss besteht aus einem Ostarm (Eastern Cleddau oder Cleddau Ddu, „schwarzer Cleddau“) und einem Westarm (Western Cleddau oder Cleddau Wen „weißer Cleddau“). Diese bilden in ihrem gemeinsamen Unterlauf das Ästuar Daugleddau (Aussprache [daɪɡlɛðaɪ], „die zwei Cleddau“). Oft wird der Fluss als Ganzes auch Daugleddau genannt. 

## Beschreibung
Der River Cleddau ist einer der westlichsten Flüsse Großbritanniens und fließt zudem in Südlicher Richtung vorbei an überwiegend landwirtschaftlich genutzten Flächen mit Laubwäldern und naturnaher Vegetation.

### Der Western Cleddau
Der westliche Arm des Flusssystems entspringt aus einem Zusammenfluss einiger kleinerer Bäche, die als Drainage für ein Moorgebiet dienen. Das Quellgebiet des westlichen Cleddau ist das größte erhaltene Sumpftal in Pembrokeshire. Es bietet daher einen wichtigen Lebensraum für eine Reihe von Arten, die nur hier anzutreffen sind. Das Feuchtgebiet dient als Reservoir und Ausgleichsfläche, die den Fluss vor extremen Wetterereignissen schützt. Das sogenannte Fennland und die feuchten Waldgebiete werden vom Countryside Council for Wales (CCW) und der Wildlife Trust of South West Wales verwaltet.

### Der Eastern Cleddau
Der östliche Zufluss entspringt einem felsigen Gebiet, das den Namen Foeldrygarn (Drei Cairn Hügel) trägt und aus drei größeren Steinansammlungen besteht. Das Quellgebiet liegt im Pembrokeshire-Coast-Nationalpark am östlichen Ende des Mynydd Preseli Kamms. Am Fuße des Hügels befinden sich natürlichen Quellen, die Bäche und kleine Schluchten bilden. Diese speisen den östlichen Cleddau mit ihrem Wasser.

## Hafen Milford

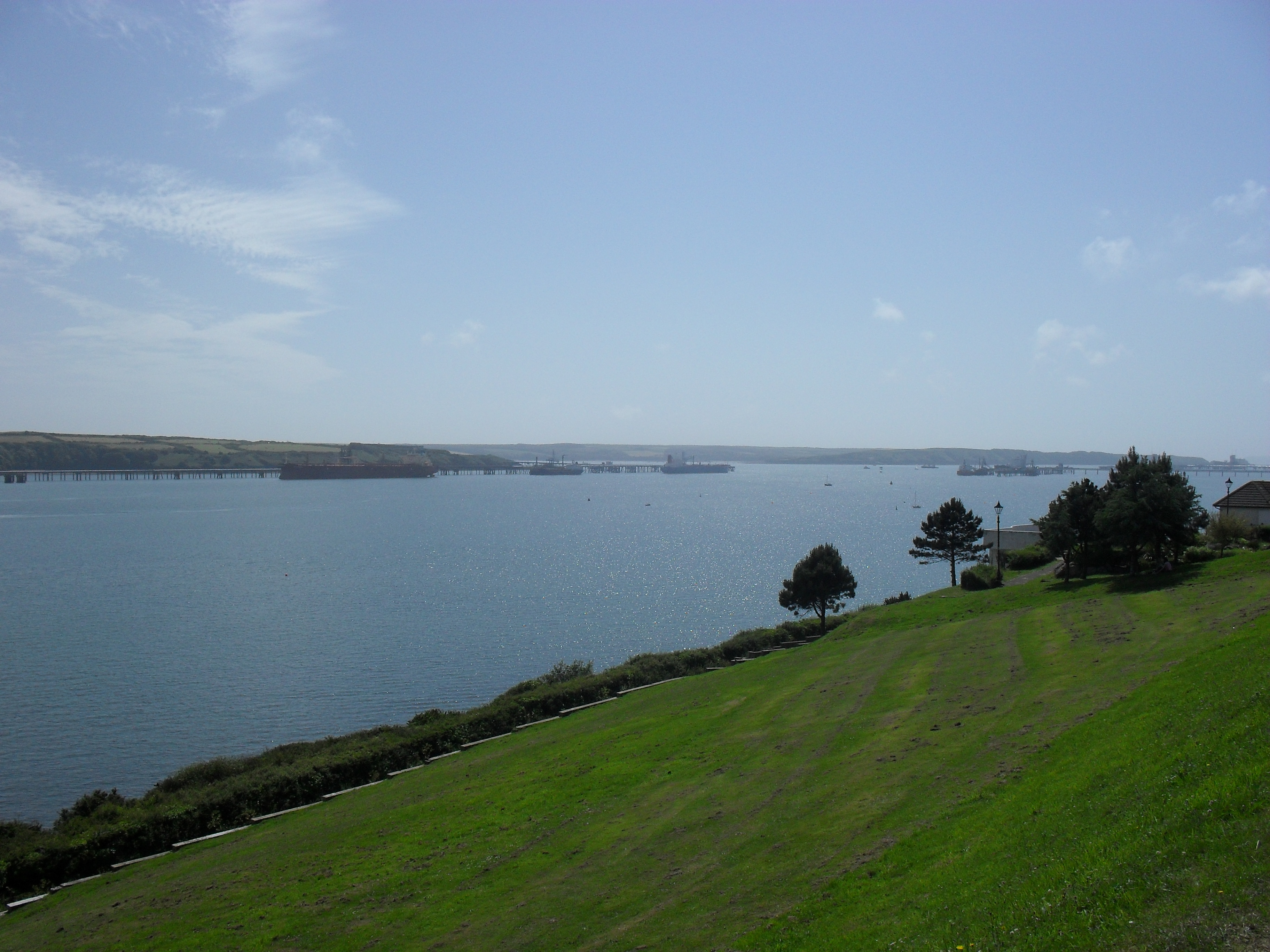
Der Hafen Milford Haven

Das Ästuar bildet zusammen mit dem Pembroke River den Hafen von Milford, den zweitgrößten Naturhafen der Welt nach Port Jackson in Sydney. Mit 20 Metern ist der Daugleddau so tief, dass auch der Fährhafen von Pembroke von Großschiffen erreicht werden kann. 
Das Gezeitenareal und die Wattflächen des Daugleddau sind wichtiger Überwinterungsplatz für Wildgeflügel und Watvögel.